# Турай (воинское звание)
Турай (ивр. טוראי‎) — низшее воинское звание в Армии обороны Израиля.
Соответствует воинскому званию «рядовой». Этимологически происходит от слова «тур» (ивр. טור‎), которое на иврите означает «ряд». Присваивается призывнику после окончания курса молодого бойца, приведения его к присяге и после зачисления его на срочную военную службу. Знаков различия воинского звания нет.

## История
При образовании государства Израиль низшие звания в Армии обороны Израиля были разными для каждого рода войск. Так в сухопутных войсках это звание имело наименование «Турай», в ВВС — «Авираи» (ивр. אוויראי‎, в переводе — «летчик»), во флоте — «Малах» (ивр. מלח‎, «моряк»).
В начале 1951 года, в процессе реформы, низшие звания во всех родах войск были стандартизованы по сухопутным войскам и получили общее название «Турай».